# Rodrigue Proteau
Pour les articles homonymes, voir Proteau.
Rodrigue Proteau est un acteur, danseur et chorégraphe québécois (Canada) né le 21 mai 1956 à Montréal.

## Biographie
Rodrigue Proteau est un acteur, danseur et chorégraphe qui est particulièrement connu pour son travail au sein de la troupe Carbone 14, mais également pour sa participation à des spectacles du Cirque du Soleil (comme Varekai) et à la pièce  La géométrie des miracles de Robert Lepage,.

## Spectacle
- 2003 : Varekai du Cirque du Soleil : Le Guide
- 2006-2007 : LOVE du Cirque du Soleil[3],[4] :

## Filmographie
- 1991 : Nelligan : Marin
- 1991 : L'Assassin jouait du trombone : Robby
- 1992 : Aline : Leo
- 1993 : Matusalem : El Moribundo
- 1995 : Le Confessionnal : The Verger
- 1997 : La Vengeance de la femme en noir : Le Crâne rasé
- 1998 : Hysteria : Bald Man
- 2008: All together now : Sgt. Peppers (Documentaire sur le spectacle LOVE du Cirque du soleil)[3],[4]